# Братья Мазерати
«Братья Мазерати» (англ. Maserati: The Brothers) — предстоящая биографическая спортивная драма режиссёра Роберта Мореско о братьях Мазерати. Главные роли в фильме исполнили Энтони Хопкинс, Микеле Морроне, Энди Гарсия и Джессика Альба.

## Сюжет
Сюжет фильма рассказывает о братьях, стоящих у истоков создания культового итальянского автомобиля.

## В ролях
- Энтони Хопкинс — Лука Антонелли
- Микеле Морроне — Альфьери Мазерати
- Энди Гарсия — мистер Россини
- Джессика Альба — Сандра

## Производство
О начале работы над фильмом стало известно 8 марта 2023 года, продюсером стал Андреа Иерволино. 31 марта 2023 года Роберт Мореско стал режиссёром фильма.
Энтони Хопкинс получил роль в фильме 14 октября 2024 года. Микеле Морроне присоединился к актёрскому составу 17 октября 2024 года. Энди Гарсия присоединился к актёрскому составу 28 октября 2024 года, 31 октября 2024 года Джессика Альба присоединилась к актёрскому составу.
Основные съёмки начались в ноябре 2024 года. Местами съёмок станут Модена и Болонья, а также киностудия Cinecittà в Риме.
Дайан Уоррен напишет для фильма оригинальную песню.